# Німецько-швейцарський кордон

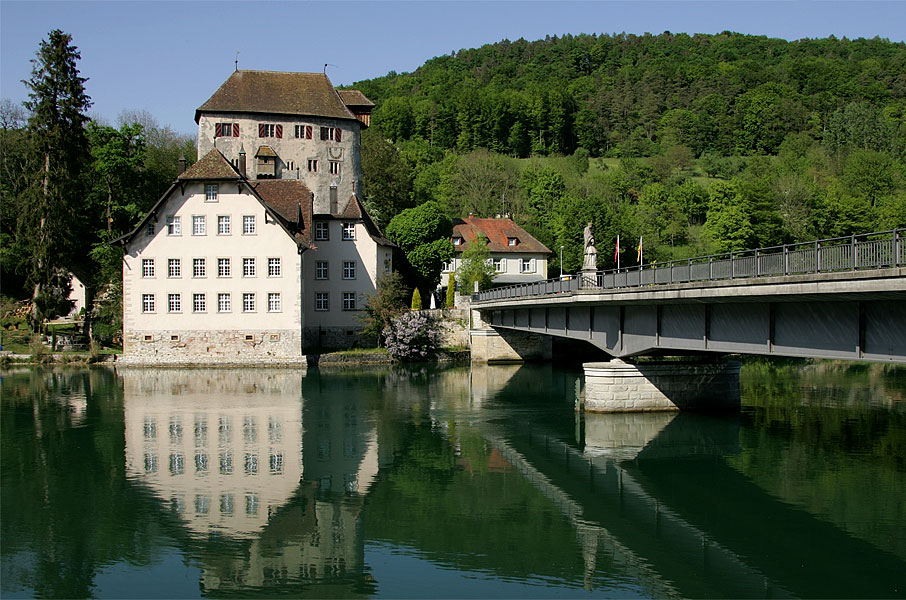
Замок Реттельн, Гогентенген- ам-Гохрайн (Німеччина)

Сучасний кордон між Німеччиною та Швейцарією простягається на 362км (225 милі)  між Боденським озером і Базелем.
Велика частина кордону знаходиться в зоні столичного району Цюриха, тут значний транспортний потік, адже люди їздять як на роботу, так і за покупками через кордон, а лінія S22 приміської залізниці Цюриху проходить через територію Німеччини. Швейцарський муніципалітет Кройцлінген є частиною агломерації німецького Констанца. Аналогічно, тринаціональний єврорайон Базеля включає території у Франції та Німеччині.

## Історія
Верхній Рейн був північним кордоном Старої швейцарської Конфедерації з моменту Швабських воєн і приєднання Базеля в 1499 році – 1501. Він розділяв швейцарську Конфедерацію зі Швабським округом; з Вестфальським миром 1648 року кордон набув статусу міжнародного кордону де-юре .
З незначними змінами (а саме, доєднанням Рафцерфельда в 1651 р.) кордон залишався таким протягом усієї наполеонівської епохи, він розділяв дві французькі держави ( Кірренську Республіку та Гельветську Республіку ), а потім Рейнську конфедерацію від відновленої Швейцарської Конфедерації. і зрештою Німецьку конфедерацію від сучасної Швейцарії . Кордон зберігався навіть у нацистську епоху (хоча з аншлюсом Австрії німецько-швейцарський кордон технічно включав австрійсько-швейцарський кордон з 1938 року і до утворення Німецької Федеративної Республіки в 1949 році). 12 грудня 2008 року Швейцарія імплементувала Шенгенську угоду . Це зняло весь паспортний контроль для мандрівників, які перетинають кордон; однак, митники обох країн все ще мають право здійснювати митні перевірки осіб, які перетинають кордон, оскільки Швейцарія не входить до Митного союзу ЄС .
У середині 2016 року, під час європейської міграційної кризи, уряд Німеччини направив додатково 90 прикордонників і 40 поліцейських, щоб знизити рівень нелегальної міграції, що проходить через Швейцарію.  

## Залізничні лінії
Залізничні лінії, що перетинають кордон:
- Залізниця долини Рейну між Базелем (Бадішер) і Вайль-на-Рейні
- Залізниця долини Візе між Базелем (Бадішер) і Льоррахом
- Високорейнська залізниця між Базелем (Бадішер) і Гренцахом
- Високорейнська залізниця між Ерцінгеном і Шаффхаузеном
- Високорейнська залізниця між Шаффгаузеном і Зінгеном
- Лінія озера між Констанцом і Кройцлінгеном
- Залізниця Тургі–Кобленц–Вальдсхут між Кобленцом і Вальдсгутом
- Eglisau-Neuhausen залізнична лінія між Rafz і Лоттштеттен
- Залізниця Еглізау — Нойгаузен між Єшттеном і Нойгаузенським Райнфалем
- Базельська трамвайна лінія 8 у 2014 році була продовжена через кордон до Вайль-на-Рейні в Німеччині.

Деякі вокзали є прикордонними, де проходиться митний і  паспортний контроль обох країн. До таких станцій належать Basel Badischer Bahnhof (розташована на швейцарській території поблизу кордону, але функціонує як німецький вокзал) і станція Konstanz . 
З моменту приєднання Швейцарії до Шенгенської зони в 2008 році на цьому кордоні не було постійного паспортного контролю, навіть якщо є митний контроль.

## Географія

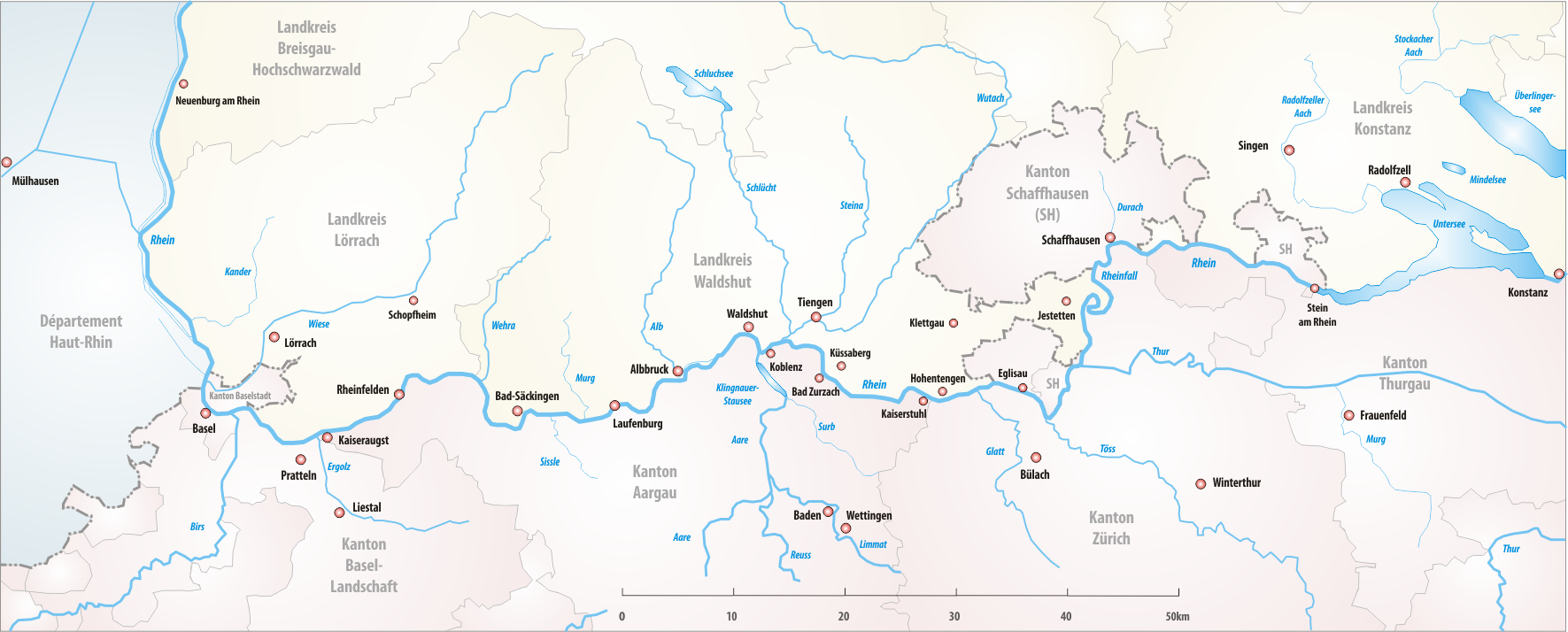
Карта Високого Рейну

Німецько-швейцарський кордон починається від німецько-швейцарсько-австрійського трипункту, розташованого в межах Боденського озера . Точне розташування кордону в межах Боденського озера ніколи не було офіційно узгоджено. Офіційна швейцарська національна карта 1938 року позначила це  координатами47°32′39″ пн. ш. 9°33′49″ сх. д. / 47.5442° пн. ш. 9.5636° сх. д., але карти, створені з 1960-х років, не показують кордон у внутрішній частині озера, щоб відобразити відсутність офіційної угоди.
Кордон виходить на південь від Констанс, 47°39′22″ пн. ш. 9°10′54″ сх. д. / 47.6560° пн. ш. 9.1817° сх. д. . Боденське озеро відокремлює німецький Bodenseekreis від швейцарського кантону Тургау . Частина кордону (близько 1.5 км) між Констанцом і Кройцлінгеном становить єдину територію Німеччини на лівому березі Високого Рейну.
Далі кордон проходить уздовж озера  Унтерзее, що знаходиться на південь від Райхенау . На виході з озера кордон повертає вглиб країни, на північ, залишаючи Штайн-на-Рейні у межах Швейцарії, а також муніципалітет Рамзен ( кантон Шаффхаузен ). Потім він повертається до Рейну, включаючи Гайлінген у Німеччині, але потім знову повертає на північ, де охоплює більшу частину кантону Шаффхаузен, правобережну територію, включаючи саме місто Шаффхаузен, у Швейцарії, відокремлюючи його від німецького Шварцвальд-Баара. -Крайс і Вальдсхутський район . Бюзінген-ам-Хохрайн ( район Констанц ) — німецький ексклав, який межує з трьома швейцарськими кантонами, а саме з Цюрихом, Шаффхаузеном і Тургау.
Кордон повертається до Рейну нижче за течією Рейнського водоспаду, потім відокремлює район Вальдсхут від кантону Цюрих, але потім знову відхиляється від річки, щоб включити рівнину Рафцерфельд до району Бюлах Цюриха (територія правобережжя, історично придбана містом). Цюриха від графів Зульц у 1651 р.). Нижче за течією Рафцерфельда кордон йде увздовжи течії Рейну, поки не входить до міста Базель, утворюючи північний кордон кантону Аргау аж до Кайзераугста, а потім кантону Базель-Ланд (муніципалітети Праттельн і Муттенц ). межує з німецьким районом Льоррах .
Крім правобережної частини Базеля (Малий Базель) кордон також включає правобережні муніципалітети Ріен і Беттінген до кантону Базель Штадт . Він перетинає Е35 на південь від Вайль-на-Рейні і повертається до Рейну, де закінчується у французько-німецько-швейцарському триточці, розділяючись на французько-німецький та французько-швейцарський кордони. Сходження трьох кордонів відбувається на Рейні за координатами 47°35′23″ пн. ш. 7°35′20″ сх. д. / 47.58972° пн. ш. 7.58889° сх. д. . Біля нього споруджено пам'ятник, відомий як Dreiländereck .